# 坦克歼击营
坦克歼击营（英語：tank destroyer battalion）是美国陆军在二战时期所采用的一种军事编制。该编制有两种形式-装备牵引式反坦克炮的坦克歼击营与装备自行式坦克歼击车的坦克歼击营。坦克歼击车是为了应对二战初期德军使用的大规模装甲部队而采用的。这一概念需要使用坦克歼击车的营级规模的部队对敌军的装甲攻势快速做出反应，这需要坦歼营配属至师以及军级单位。在实战中，它们经常配属至步兵师，但不少步兵师师长都认为他们更希望配属一个装甲营。美军组建了超过一百个坦歼营，其中超过一半参加了战争。因在战争中发现坦克歼击车这一概念已过时，且其在战争中的角色与坦克有很大重叠，坦歼营在战后不久即悉数解散。

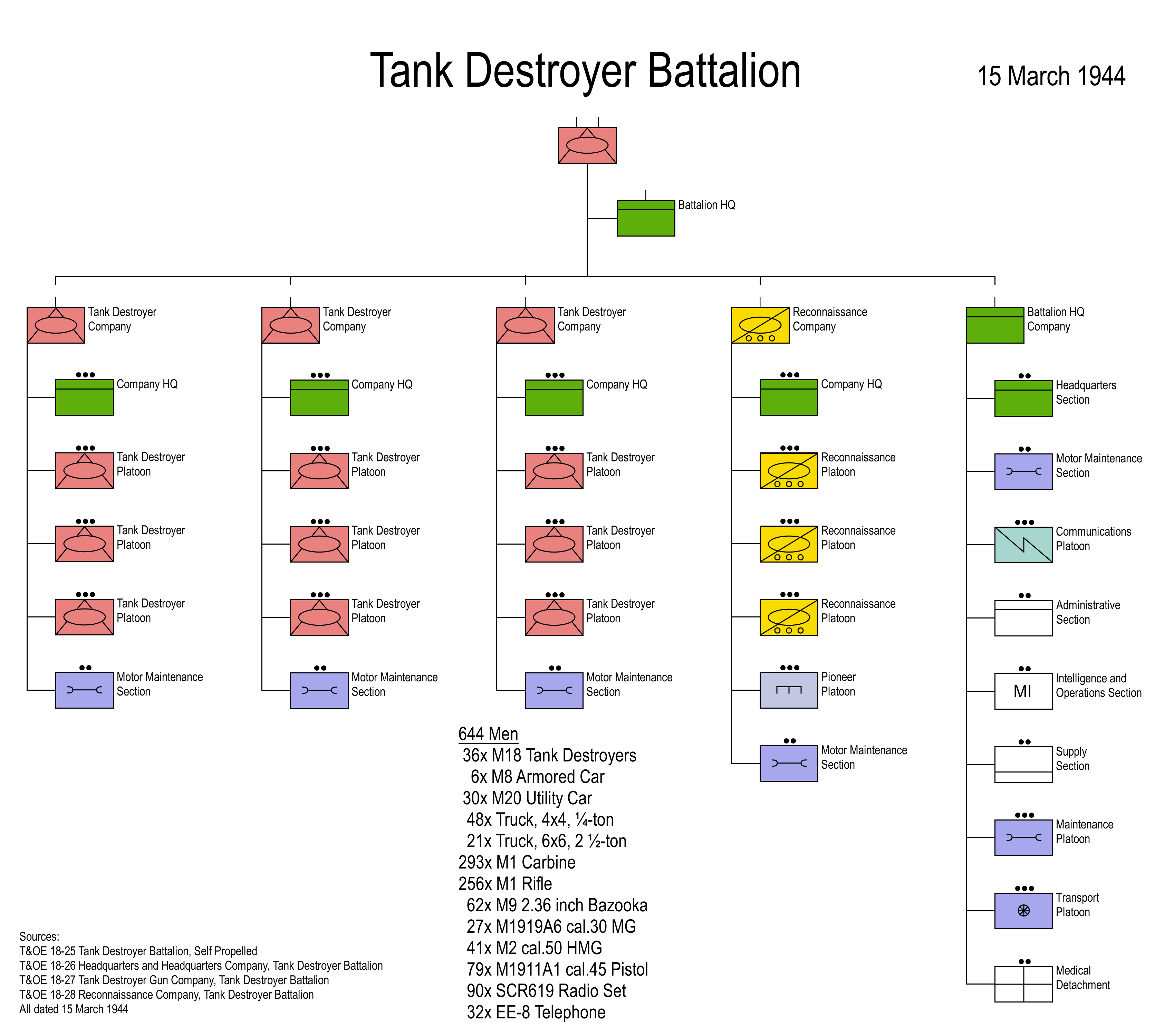
自行坦歼营1944年3月编制图。坦歼营下辖三个连，每个连12辆坦克歼击车;外加一个包含工兵排的摩托化侦察连